# Marie Dressler
Marie Dressler est une actrice d'origine canadienne née le 9 novembre 1868 à Cobourg en Ontario au Canada et morte le 28 juillet 1934 à Santa Barbara en Californie.

## Biographie
Marie Dressler était une actrice de Music-Hall avant d'arriver au cinéma. Vedette dans la comédie à succès Tillie’s Nightmare, Mack Sennett lui propose en 1914 de jouer dans son adaptation filmée Le Roman comique de Charlot et Lolotte aux côtés de Charlie Chaplin.

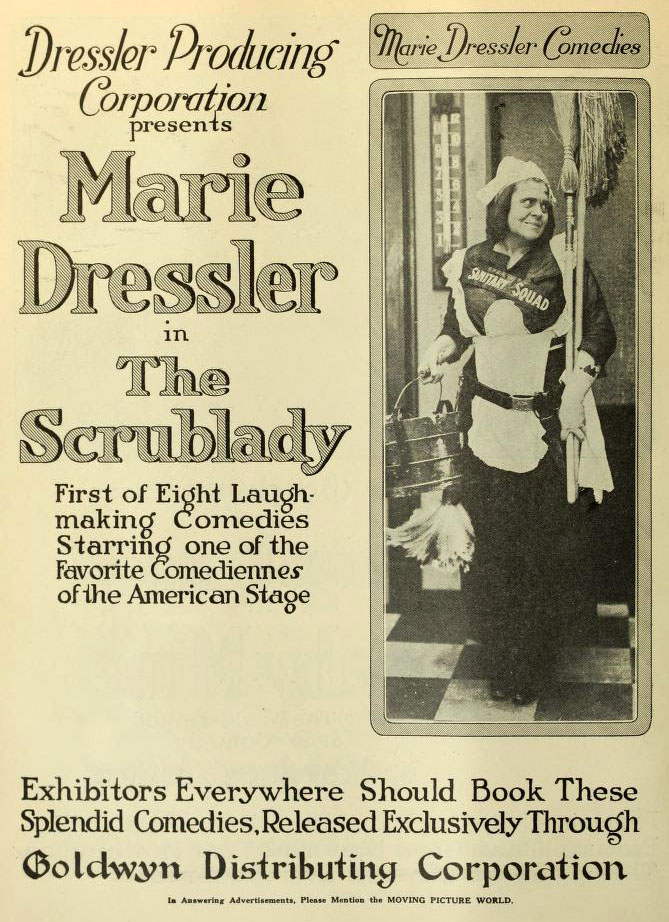
The Scrublady (1917)

## Filmographie partielle

### Comme actrice
- 1914 : Le Roman comique de Charlot et Lolotte (Tillie's Punctured Romance) de Mack Sennett : Tillie Banks/Lolotte
- 1915 : Tillie's Tomato Surprise de Howell Hansel (it) : Tillie Banks
- 1917 : Tillie Wakes Up de Harry Davenport : Tillie Tinkelpaw
- 1917 : The Scrub Lady
- 1917 : Fired : Joue son propre rôle
- 1918 : The Agonies of Agnes : Agnes
- 1918 : The Red Cross Nurse
- 1927 : The Joy Girl d'Allan Dwan : Mrs. Heath
- 1927 : Un déjeuner au soleil (en) de Malcolm St. Clair : La reine
- 1928 : Bringing Up Father, de Jack Conway : Annie Moore
- 1928 : Une gamine charmante (The Patsy), de King Vidor : Ma Harrington
- 1929 : La Divine Lady (The Divine Lady) de Frank Lloyd : Mrs. Hart
- 1929 : Dangerous Females de William Watson : Sarah Bascom
- 1929 : Hollywood chante et danse (The Hollywood Revue of 1929) de Charles Reisner : Elle-même
- 1929 : Le Vagabond du jazz (The Vagabond Lover) de Marshall Neilan : Ethel Bertha Whitehall
- 1930 : Chasing Rainbows de Charles Reisner : Bonnie
- 1930 : Anna Christie de Clarence Brown : Marthy Owens
- 1930 : Pension de famille (Caught Short) de Charles Reisner : Marie Jones
- 1930 : Mademoiselle, écoutez-moi donc ! (The Girl Said No) de Sam Wood : Hettie Brown
- 1930 : One Romantic Night de Paul L. Stein : Princesse Béatrice
- 1930 : Soyons gai (Let Us Be Gay) de Robert Z. Leonard : Mrs. Bouccicault
- 1930 : Min and Bill de George William Hill : Min Divot, l'aubergiste
- 1931 : Reducing de Charles Reisner : Marie Truffle
- 1931 : Élection orageuse (Politics) de Charles Reisner : Hattie Burns
- 1932 : Mes petits (Emma) de Clarence Brown : Emma Thatcher Smith
- 1932 : Prosperité (Prosperity) de Sam Wood : Maggie Warren
- 1933 : Tugboat Annie de Mervyn LeRoy : Annie Brennan
- 1933 : Les Invités de huit heures (Dinner at Eight) de George Cukor : Carlotta Vance
- 1933 : Christopher Bean de Sam Wood : Abby
- 1933 : Au pays du rêve (Going Hollywood) - Non créditée : Joue son propre rôle
- 1941 : Screen Snapshots Series 21, No. 2 - Film documentaire
- 1944 : Le Président Wilson (Wilson) d'Henry King (non créditée) : Joue son propre rôle
- 1964 : The Big Parade of Comedy - Film documentaire
- 1976 : Hollywood, Hollywood (That's Entertainment, Part II) - Film documentaire
- 1983 : Zelig - Non créditée: Joue son propre rôle

## Récompenses

### Oscar du cinéma
- 1932 : Nomination Meilleure actrice pour Emma
- 1931 : Meilleure actrice pour Min and Bill